# Parafia Świętych Apostołów Piotra i Pawła w Koniuszy
Parafia Świętych Apostołów Piotra i Pawła – parafia rzymskokatolicka w Koniuszy (diecezja kielecka, dekanat proszowicki).
Pierwsza informacja o kościele i parafii pochodzi z 1326 roku. Na terenie parafii znajduje się Dom Pomocy Społecznej im. św. Adama Chmielowskiego w Łyszkowicach. Odpust odbywa się 29 czerwca. W ogrodzie starej plebanii znajduje się studnia i stół, będącymi świadkami pobytu w tym miejscu Tadeusza Kościuszki.
Proboszczem parafii od 2013 roku jest ksiądz Władysław Banik.

## Zasięg parafii
Do parafii w 1984 roku należeli wierni z następujących miejscowości: Koniusza, Chorążyce, Gnatowice, Łyszkowice, Piotrkowice Małe, Polekarcice, Posądza, Przesławice, Rzędowice, Siedliska i Wierzbno. W 2005 roku parafia liczyła 3680 wiernych.